# Daken Daban Shan
Daken Daban Shan (达肯大坂山), wörtlich „Daken-Daban-Berge“, in China ist ein hoher, innerasiatischer Gebirgszug im Südwesten des Nan Shan, wo er einen Teil des Qilian-Gebirges bildet.

## Geographische Lage und Geologie
Die Daken-Daban-Berge beginnen bei etwa 95° östlicher Länge mit einem Streichen von Nordwesten nach Südosten, das bald nach Ostsüdosten umbiegt. Sie bestehen aus zwei parallelen Ketten, die sich nach Westen in die Wüste Syrtyn verflachen; die nördliche (Tsagangolu) besteht aus Schiefer und Granit mit Porphyrgängen, die mächtigere südliche u. a. aus ähnlichen Schiefern. Im Norden wird der Gebirgszug durch ein vom Chaltyngol durchströmtes Längstal vom Ulan-Daban-Gebirge (乌兰大坂山), früher unter dem Namen Humboldtkette bekannt, im Süden durch das breite „wüste Tal“ vom Muschketowgebirge geschieden.

## Rittergebirge
Der Militär- und Forschungsreisende Nikolai Prschewalski (1839–1888), der die Daken-Daban-Berge 1879 erforschte, bezeichnete sie zu Ehren des Geographen Carl Ritter (1779–1859) als Rittergebirge. Dieser Name hat sich aber nicht durchgesetzt.